# ロベール・ド・ブルゴーニュ (1300-1317)
ロベール・ド・ブルゴーニュ（Robert de Bourgogne, 1300年ごろ - 1317年9月3/4日）は、ブルゴーニュ伯オトン4世とアルトワ女伯マオーの唯一の息子。

## 生涯
ロベールは生まれる前に相続から外されていた。すでに1295年3月2日に、父オトン4世は長女ジャンヌをフランス王フィリップ4世の次男フィリップと結婚させ、寡婦財産としてジャンヌがブルゴーニュ伯領を受け取ることを提案していたためである。
1306年5月8日に、ロベールはイングランド王エドワード1世の末娘エリナーと婚約した。同年10月4日に教皇クレメンス5世はロベールとエリナーとの結婚に対する特許状を与えた。しかし、エリナーは1311年に死去し、突然にこの結婚話は消えることとなった。
ロベールは1317年の9月3日もしくは4日にパリのオテル・ダルトアにおいて死去し、コルドリエ修道院に埋葬された。ロベールの墓は19世紀にサン＝ドニ大聖堂の王室共同墓地に移された。